# 현대 포트폴리오 이론
현대 포트폴리오 이론(영어: Modern portfolio theory, MPT)은 특정 위험 수준이 주어졌을 때 기대 수익을 최대화하는 수학적 분석틀이다. 평균 분산 분석(영어: mean-variance analysis)이라고도 부른다. 현대 포트폴리오 이론의 관점에서 한 금융자산의 위험과 수익률은 단독으로 검토되는 것이 아니라, 전체 포트폴리오의 위험과 수익에 주는 영향으로서 검토된다. 현대 포트폴리오 이론은 수익률의 분산, 표준 편차를 위험의 척도로 사용한다.
1952년 해리 마코위츠에 의해 처음 제시되었으며, 마코위츠는 이 분야에 대한 공로로 1990년 노벨 경제학상을 수상했다.

## 가정
포트폴리오 이론은 다음과 같은 가정을 가지고 이론을 전개한다.
- 합리적인투자자 : 이 가정에는 투자자는 위험회피성향을 가지고 있으며, 기대효용 극대화를 목표로 한다.
- 동질적 예측
- 평균 분산 기준 : 기대수익은 기대값의 평균으로 측정하며, 위험은 분산으로 측정된다.
- 단일기간 모형

## 수익과 위험
n개의 주식으로 구성된 포트폴리오의 기대수익률 E(Rp) 와 위험(분산)σp2은 다음과 같다.
- 포트폴리오의 기대수익

{\displaystyle \operatorname {E} (R_{p})=\sum _{i}w_{i}\operatorname {E} (R_{i})\quad }
- 포트폴리오의 위험(분산)

{\displaystyle \sigma _{p}^{2}=\sum _{i}\sum _{j}w_{i}w_{j}\sigma _{i}\sigma _{j}\rho _{ij}},
또는 i≠j일 경우, 다음과 같이 표현할 수도 있다.
{\displaystyle \sigma _{p}^{2}=\sum _{i}w_{i}^{2}\sigma _{i}^{2}+\sum _{i}\sum _{j}w_{i}w_{j}\sigma _{i}\sigma _{j}\rho _{ij}},

## 지배원리
시장에 존재하는 무수히 많은 자산을 조합하면, 수많은 포트폴리오를 만들 수 있고 이러한 포트폴리오들 중에서 동일한 위험을 지녔으나 기대수익이 높거나, 동일한 기대수익을 가져다 주지만 위험이 낮은 포트폴리오는 그렇지 않은 포트폴리오를 지배한다. 이러한 지배원리를 통해 서로 지배할 수 없는 포트폴리오들의 조합을 효율적투자선이라고 한다.

## 같이 보기
- 자본자산 가격결정 모형 (CAPM)
- APT

1. ↑  Markowitz, H.M. (1952). “Portfolio Selection”. 《The Journal of Finance》 7 (1): 77–91. doi:10.2307/2975974. JSTOR 2975974.